# 夏皮罗反应
夏皮羅反應（Shapiro reaction）為一有機反應，透過醛或酮的对甲苯磺酰腙在2摩尔的强碱（如正丁基锂）作用下发生消除生成烯烃。
反应由美国化学家羅伯特·夏皮羅在1967年发现。是从酮制取烯烃的方法。

## 反应机理
醛、酮与对甲苯磺酰肼 反应生成腙，在两分子强碱作用下，腙氮原子上和 α-碳上的氢相继被碱夺取，生成双负离子中间体，该中间体然后放出氮气，生成烯基锂。烯基锂中间产物可以被亲电试剂（R'-X）捕获，生成取代烯烃， 也可以与水作用，水解生成烯烃。
Shapiro 反应与 Bamford-Stevens反应相似，也是由对甲苯磺酰腙生成烯烃，不过 Shapiro 反应的中间体为双负离子，而非卡宾或碳正离子，因此发生重排的倾向较小。但 Shapiro 反应产物的 E/Z 选择性不高。
这个反应一般主要生成少取代的烯烃。

## 应用
1、樟脑 (1)经过中间体腙 (2)生成烯基锂 (3)，(3) 与水作用生成 2-冰片烯 (4)，也可以与溴代烃 (d)生成烷化产物 (5)。